# Instituto de Investigaciones Sociales (Universidad Nacional Autónoma de México)
El Instituto de Investigaciones Sociales (IIS) es un instituto de investigación en ciencias sociales de la Universidad Nacional Autónoma de México (UNAM). La sede del IIS se encuentra en la Ciudad Universitaria de la UNAM y su directora actual es Marcela Amaro Rosales.
La fundación del IIS ocurrió el 11 de abril de 1930, bajo el rectorado de Ignacio García Téllez, lo que lo convierte en el instituto de investigación más antiguo de la Coordinación de Humanidades de la UNAM. Actualmente lleva a cabo trabajos en siete áreas principales de investigación: actores y procesos sociales, estudios agrarios, estudios de la educación y la ciencia, estudios urbanos y regionales, instituciones políticas, población y estudios demográficos y sociedad y cultura. En el plano de la docencia, el IIS participa junto con otras entidades universitarias en cinco programas de posgrado de la UNAM: el Posgrado en Antropología, el Posgrado en Ciencias de la Administración, el Posgrado en Ciencias de la Sostenibilidad, el Posgrado en Ciencias Políticas y Sociales, y el Posgrado en Urbanismo.
Desde 1939, el IIS edita la Revista Mexicana de Sociología, una de las revistas de ciencias sociales más antiguas de México y América Latina.